# A szamárium izotópjai
A természetes szamárium (Sm) öt stabil – 144Sm, 149Sm, 150Sm, 152Sm és 154Sm – és két rendkívül hosszú élettartamú radioaktív izotópból – 147Sm (1,06·1011 év) és 148Sm (7·1015 év) – áll, melyek közül a leggyakoribb a 152Sm (természetes előfordulása 26,75%). A 146Sm felezési ideje is elég hosszú (1,03·108 év), de a természetben mára már csak nyomokban található meg, az eredeti, szupernóva robbanás nukleoszintézise során keletkezett mennyisége szinte teljesen elbomlott azóta.
A természetben is fellelhető izotópokon kívül a leghosszabb életűek a 151Sm (felezési ideje 96,6 év ) és a 145Sm (340 nap). A többi izotóp felezési ideje 2 napnál rövidebb, a többségé a 48 másodpercet sem éri el. 12 magizomerje ismert, közülük a legstabilabbak a 141mSm (t1/2 22,6 perc), 143m1Sm (t1/2 66 másodperc) és 139mSm (t1/2 10,7 másodperc).
Hosszú élettartamú izotópjai – a 146Sm, a 147Sm és a 148Sm – elsősorban alfa-bomlóak, és neodímiummá alakulnak át. A kisebb atomtömegű instabil szamárizotópok főként elektronbefogással bomlanak, melynek során prométium keletkezik; a nehezebb izotópokból pedig negatív béta-bomlás során európiumizotópok jönnek létre.
A szamáriumizotópokat kőzetek és meteoritok korának meghatározására használják (szamárium-neodímium kormeghatározás).
A 151Sm közepes felezési idejű hasadási termék és egyben reaktorméreg. A maghasadás során keletkező stabil 149Sm is reaktorméreg.
Standard atomtömeg: 150,36(2) u

## Szamárium-149
A 149Sm a szamárium egyik látszólag stabil izotópja (a várakozások szerint radioaktív, de bomlását még nem figyelték meg, ami alapján felezési ideje több nagyságrenddel nagyobb az univerzum koránál) és hasadási termék (hasadási hozama 1,0888%). Ez az izotóp is jó neutronelnyelő és így reaktorméreg, mely jelentős hatással van az atomreaktorok üzemeltetésére; fontosságát tekintve csak a 135Xe előzi meg. Termikus neutronokra a neutronbefogási hatáskeresztmetszete 40 140 barn.
Egyensúlyi koncentrációja (és így mérgező hatása) mintegy 500 üzemóra (körülbelül 20 nap) alatt alakul ki, és mivel stabil izotóp, mennyisége a reaktor további működése alatt lényegében nem változik.

## Szamárium-151
A 151Sm felezési ideje 96,6 év, kis energiájú béta-bomlással alakul át. Urán-235-ből termikus neutronok hatására 0,4203%-ban képződő hasadási termék, ez a 149Sm hasadási hozamának mintegy 39%-a. 239Pu-ból valamivel nagyobb mennyiségben keletkezik.
A befogási hatáskeresztmetszete termikus neutronokra nagy, 15 200 barn, ez a 149Sm-ének 38%-a vagy 20x-osa a 235U-énak. Mivel a 151Sm és 149Sm keletkezési és elnyelési sebességének aránya csaknem megegyezik, a két izotóp egyensúlya koncentrációjának is hasonló értéket kell elérnie. Mivel a 149Sm mintegy 500 óra (20 nap) alatt kerül egyensúlyba, a 151Sm-nek is mintegy 50 nap kellhet az egyensúly beálltához.

## Táblázat
| nuklid jele | Z(p)                | N(n)                | izotóptömeg (u)     | felezési idő                  | bomlási mód(ok)  | leány- izotóp(ok) | magspin     | jellemző izotóp- összetétel (móltört) | természetes ingadozás (móltört) |
| nuklid jele | gerjesztési energia | gerjesztési energia | gerjesztési energia | felezési idő                  | bomlási mód(ok)  | leány- izotóp(ok) | magspin     | jellemző izotóp- összetétel (móltört) | természetes ingadozás (móltört) |
| ----------- | ------------------- | ------------------- | ------------------- | ----------------------------- | ---------------- | ----------------- | ----------- | ------------------------------------- | ------------------------------- |
| 128Sm       | 62                  | 66                  | 127,95808(54)#      | 0,5# s                        |                  |                   | 0+          |                                       |                                 |
| 129Sm       | 62                  | 67                  | 128,95464(54)#      | 550(100) ms                   |                  |                   | 5/2+#       |                                       |                                 |
| 130Sm       | 62                  | 68                  | 129,94892(43)#      | 1# s                          | β+               | 130Pm             | 0+          |                                       |                                 |
| 131Sm       | 62                  | 69                  | 130,94611(32)#      | 1,2(2) s                      | β+               | 131Pm             | 5/2+#       |                                       |                                 |
| 131Sm       | 62                  | 69                  | 130,94611(32)#      | 1,2(2) s                      | β+, p (ritka)    | 130Nd             | 5/2+#       |                                       |                                 |
| 132Sm       | 62                  | 70                  | 131,94069(32)#      | 4,0(3) s                      | β+               | 132Pm             | 0+          |                                       |                                 |
| 132Sm       | 62                  | 70                  | 131,94069(32)#      | 4,0(3) s                      | β+, p            | 131Nd             | 0+          |                                       |                                 |
| 133Sm       | 62                  | 71                  | 132,93867(21)#      | 2,90(17) s                    | β+               | 133Pm             | (5/2+)      |                                       |                                 |
| 133Sm       | 62                  | 71                  | 132,93867(21)#      | 2,90(17) s                    | β+, p            | 132Nd             | (5/2+)      |                                       |                                 |
| 134Sm       | 62                  | 72                  | 133,93397(21)#      | 10(1) s                       | β+               | 134Pm             | 0+          |                                       |                                 |
| 135Sm       | 62                  | 73                  | 134,93252(17)       | 10,3(5) s                     | β+ (99,98%)      | 135Pm             | (7/2+)      |                                       |                                 |
| 135Sm       | 62                  | 73                  | 134,93252(17)       | 10,3(5) s                     | β+, p (0,02%)    | 134Nd             | (7/2+)      |                                       |                                 |
| 135mSm      | 0(300)# keV         | 0(300)# keV         | 0(300)# keV         | 2,4(9) s                      | β+               | 135Pm             | (3/2+,5/2+) |                                       |                                 |
| 136Sm       | 62                  | 74                  | 135,928276(13)      | 47(2) s                       | β+               | 136Pm             | 0+          |                                       |                                 |
| 136mSm      | 2264,7(11) keV      | 2264,7(11) keV      | 2264,7(11) keV      | 15(1) µs                      |                  |                   | (8−)        |                                       |                                 |
| 137Sm       | 62                  | 75                  | 136,92697(5)        | 45(1) s                       | β+               | 137Pm             | (9/2−)      |                                       |                                 |
| 137mSm      | 180(50)# keV        | 180(50)# keV        | 180(50)# keV        | 20# s                         | β+               | 137Pm             | 1/2+#       |                                       |                                 |
| 138Sm       | 62                  | 76                  | 137,923244(13)      | 3,1(2) perc                   | β+               | 138Pm             | 0+          |                                       |                                 |
| 139Sm       | 62                  | 77                  | 138,922297(12)      | 2,57(10) perc                 | β+               | 139Pm             | 1/2+        |                                       |                                 |
| 139mSm      | 457,40(22) keV      | 457,40(22) keV      | 457,40(22) keV      | 10,7(6) s                     | IT (93,7%)       | 139Sm             | 11/2−       |                                       |                                 |
| 139mSm      | 457,40(22) keV      | 457,40(22) keV      | 457,40(22) keV      | 10,7(6) s                     | β+ (6,3%)        | 139Pm             | 11/2−       |                                       |                                 |
| 140Sm       | 62                  | 78                  | 139,918995(13)      | 14,82(12) perc                | β+               | 140Pm             | 0+          |                                       |                                 |
| 141Sm       | 62                  | 79                  | 140,918476(9)       | 10,2(2) perc                  | β+               | 141Pm             | 1/2+        |                                       |                                 |
| 141mSm      | 176,0(3) keV        | 176,0(3) keV        | 176,0(3) keV        | 22,6(2) perc                  | β+ (99,69%)      | 141Pm             | 11/2−       |                                       |                                 |
| 141mSm      | 176,0(3) keV        | 176,0(3) keV        | 176,0(3) keV        | 22,6(2) perc                  | IT (0,31%)       | 141Sm             | 11/2−       |                                       |                                 |
| 142Sm       | 62                  | 80                  | 141,915198(6)       | 72,49(5) perc                 | β+               | 142Pm             | 0+          |                                       |                                 |
| 143Sm       | 62                  | 81                  | 142,914628(4)       | 8,75(8) perc                  | β+               | 143Pm             | 3/2+        |                                       |                                 |
| 143m1Sm     | 753,99(16) keV      | 753,99(16) keV      | 753,99(16) keV      | 66(2) s                       | IT (99,76%)      | 143Sm             | 11/2−       |                                       |                                 |
| 143m1Sm     | 753,99(16) keV      | 753,99(16) keV      | 753,99(16) keV      | 66(2) s                       | β+ (0,24%)       | 143Pm             | 11/2−       |                                       |                                 |
| 143m2Sm     | 2793,8(13) keV      | 2793,8(13) keV      | 2793,8(13) keV      | 30(3) ms                      |                  |                   | 23/2(−)     |                                       |                                 |
| 144Sm       | 62                  | 82                  | 143,911999(3)       | Látszólag stabil              | Látszólag stabil | Látszólag stabil  | 0+          | 0,0307(7)                             |                                 |
| 144mSm      | 2323,60(8) keV      | 2323,60(8) keV      | 2323,60(8) keV      | 880(25) ns                    |                  |                   | 6+          |                                       |                                 |
| 145Sm       | 62                  | 83                  | 144,913410(3)       | 340(3) nap                    | EC               | 145Pm             | 7/2−        |                                       |                                 |
| 145mSm      | 8786,2(7) keV       | 8786,2(7) keV       | 8786,2(7) keV       | 990(170) ns [0,96(+19-15) µs] |                  |                   | (49/2+)     |                                       |                                 |
| 146Sm       | 62                  | 84                  | 145,913041(4)       | 1,03(5)·108 év                | α                | 142Nd             | 0+          | nyomokban                             |                                 |
| 147Sm       | 62                  | 85                  | 146,9148979(26)     | 1,06(2)·1011 év               | α                | 143Nd             | 7/2−        | 0,1499(18)                            |                                 |
| 148Sm       | 62                  | 86                  | 147,9148227(26)     | 7(3)·1015 év                  | α                | 144Nd             | 0+          | 0,1124(10)                            |                                 |
| 149Sm       | 62                  | 87                  | 148,9171847(26)     | Látszólag stabil              | Látszólag stabil | Látszólag stabil  | 7/2−        | 0,1382(7)                             |                                 |
| 150Sm       | 62                  | 88                  | 149,9172755(26)     | Látszólag stabil              | Látszólag stabil | Látszólag stabil  | 0+          | 0,0738(1)                             |                                 |
| 151Sm       | 62                  | 89                  | 150,9199324(26)     | 96,6(24) év                   | β−               | 151Eu             | 5/2−        |                                       |                                 |
| 151mSm      | 261,13(4) keV       | 261,13(4) keV       | 261,13(4) keV       | 1,4(1) µs                     |                  |                   | (11/2)−     |                                       |                                 |
| 152Sm       | 62                  | 90                  | 151,9197324(27)     | Látszólag stabil              | Látszólag stabil | Látszólag stabil  | 0+          | 0,2675(16)                            |                                 |
| 153Sm       | 62                  | 91                  | 152,9220974(27)     | 46,284(4) óra                 | β−               | 153Eu             | 3/2+        |                                       |                                 |
| 153mSm      | 98,37(10) keV       | 98,37(10) keV       | 98,37(10) keV       | 10,6(3) ms                    | IT               | 153Sm             | 11/2−       |                                       |                                 |
| 154Sm       | 62                  | 92                  | 153,9222093(27)     | Látszólag stabil              | Látszólag stabil | Látszólag stabil  | 0+          | 0,2275(29)                            |                                 |
| 155Sm       | 62                  | 93                  | 154,9246402(28)     | 22,3(2) perc                  | β−               | 155Eu             | 3/2−        |                                       |                                 |
| 156Sm       | 62                  | 94                  | 155,925528(10)      | 9,4(2) óra                    | β−               | 156Eu             | 0+          |                                       |                                 |
| 156mSm      | 1397,55(9) keV      | 1397,55(9) keV      | 1397,55(9) keV      | 185(7) ns                     |                  |                   | 5−          |                                       |                                 |
| 157Sm       | 62                  | 95                  | 156,92836(5)        | 8,03(7) perc                  | β−               | 157Eu             | (3/2−)      |                                       |                                 |
| 158Sm       | 62                  | 96                  | 157,92999(8)        | 5,30(3) perc                  | β−               | 158Eu             | 0+          |                                       |                                 |
| 159Sm       | 62                  | 97                  | 158,93321(11)       | 11,37(15) s                   | β−               | 159Eu             | 5/2−        |                                       |                                 |
| 160Sm       | 62                  | 98                  | 159,93514(21)#      | 9,6(3) s                      | β−               | 160Eu             | 0+          |                                       |                                 |
| 161Sm       | 62                  | 99                  | 160,93883(32)#      | 4,8(8) s                      | β−               | 161Eu             | 7/2+#       |                                       |                                 |
| 162Sm       | 62                  | 100                 | 161,94122(54)#      | 2,4(5) s                      | β−               | 162Eu             | 0+          |                                       |                                 |
| 163Sm       | 62                  | 101                 | 162,94536(75)#      | 1# s                          | β−               | 163Eu             | 1/2−#       |                                       |                                 |
| 164Sm       | 62                  | 102                 | 163,94828(86)#      | 500# ms                       | β−               | 164Eu             | 0+          |                                       |                                 |
| 165Sm       | 62                  | 103                 | 164,95298(97)#      | 200# ms                       | β−               | 165Eu             | 5/2−#       |                                       |                                 |

1. ↑  A világegyetem koránál hosszabb felezési idejű (csaknem stabil) izotópok félkövérrel vannak kiemelve
2. ↑  Rövidítések:
EC: Elektronbefogás
IT: Izomer átmenet
3. ↑  A stabil izotópok félkövérrel vannak kiemelve, a majdnem stabilak (melyek felezési ideje a világegyetem koránál hosszabb) félkövér dőlttel vannak jelölve
4. ↑  A várakozások szerint α-bomlással 140Nd-né vagy β+β+-bomlással 144Nd-né alakul
5. 1 2 3  Primordiális radionuklid
6. 1 2 3 4 5 6  Hasadási termék
7. ↑  A szamárium–neodímium kormeghatározás során használják
8. 1 2  Reaktorméreg
9. ↑  A várakozások szerint α-bomlással 145Nd-té alakul több mint 2·1015 év felezési idővel
10. ↑  A várakozások szerint α-bomlással 146Nd-tá alakul
11. ↑  A várakozások szerint α-bomlással 148Nd-cá alakul
12. ↑  A várakozások szerint β-β--bomlással 154Gd-gyé alakul több mint 2,3·1018 év felezési idővel

## Fordítás
Ez a szócikk részben vagy egészben  az   Isotopes of samarium című angol Wikipédia-szócikk ezen változatának fordításán alapul.  Az eredeti cikk szerkesztőit annak laptörténete sorolja fel. Ez a jelzés csupán a megfogalmazás eredetét és a szerzői jogokat jelzi, nem szolgál a cikkben szereplő információk forrásmegjelöléseként.